# وادي الموت
وادي الموت (بالإنجليزية: Death Valley) واد يقع معظمه في الجزء الشرقي من أواسط ولاية كاليفورنيا بالولايات المتحدة الأمريكية، ويمتد جزء منه إلى داخل ولاية نيفادا. أطلق جماعة من الرواد الأوائل هذا الاسم على الوادي لطبيعته الصحراوية المقفرة، وذلك بعد أن تمكنوا من اجتيازه عام 1849. وصار جزءًا من منطقة وادي الموت القديمة التي أنشأتها الحكومة عام 1933. ووادي الموت واد عميق يبلغ طوله 209 كم، وعرضه مابين 10 و 23 كم. وتقع فيه أشد الأماكن انخفاضًا في نصف الكرة الغربي بالقرب من حوض بادواتر؛ إذ يبلغ 86 م تحت مستوى سطح البحر. وتقع جبال بانامينت إلى الغرب من الوادي. وفي هذه السِّلسلة الجبلية توجد قمة تلسكوب التي يبلغ ارتفاعها 3,368 م. وفي النَّاحية الشَّرقية من الوادي توجد سلسلة جبال أمرجوسا وتتكوَّن من جبال كريب فاين وفيونرل وبلاك ماونتينز.

## الجيولوجيا

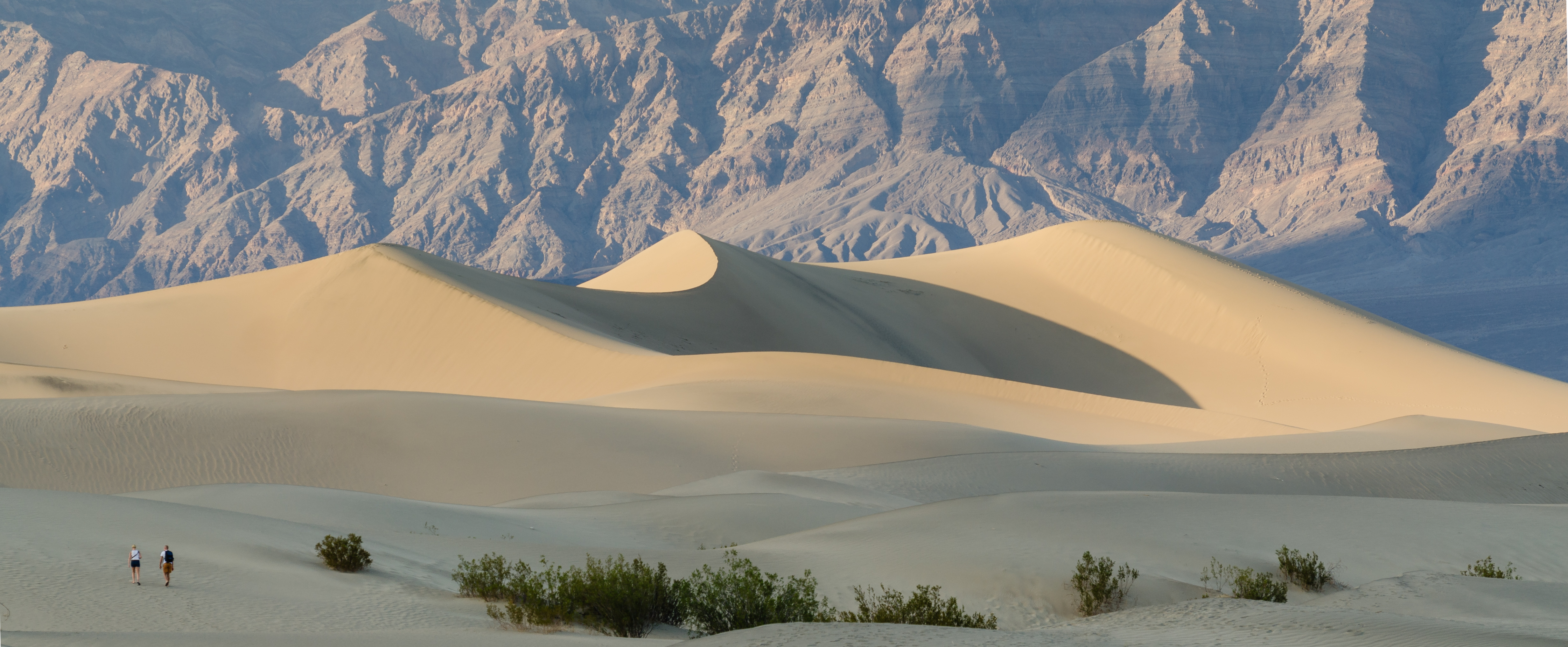
كثبان رملية في وادي الموت

وادي الموت منخفض عظيم على سطح الأرض تغطي أسفله صدوع تشكل جدرانه الشرقية والغربية. وتحدث الصدوع عندما تتشقق القشرة الأرضية وتنزلق إلى أوضاع عديدة. ونتيجة لعملية التعرية، تكونت أخاديد جميلة. وفي الجزء الشمالي توجد فوهة بركان يوباهيبي، وهو بركان صغير في الجانب الغربي من الانكسار. وتتدفق الحمم البركانية من بعض الفوهات في جنوب وادي الموت.

## المناخ

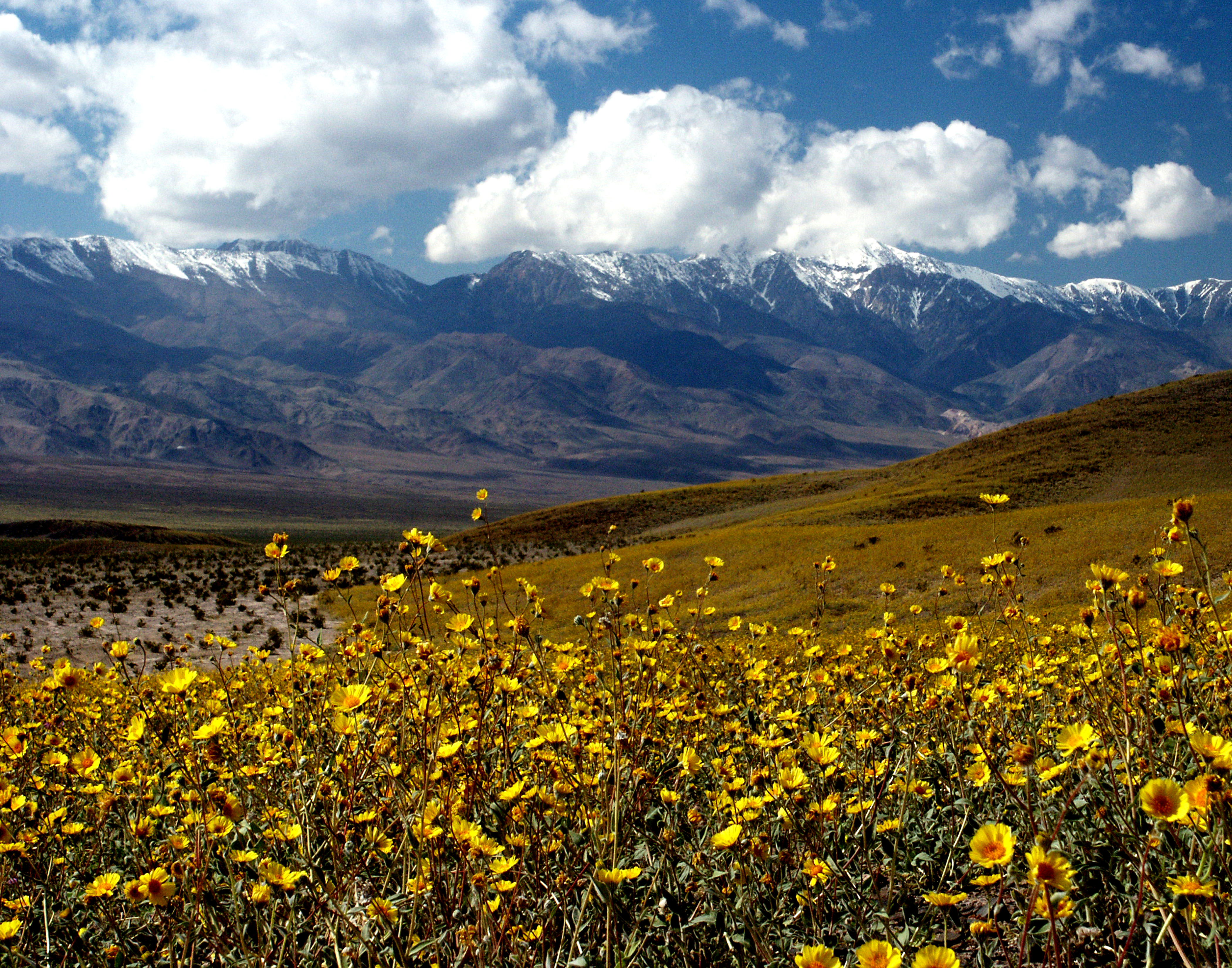
وادي الموت في ربيع 2005

كان مناخ وادي الموت في العصر الجليدي أشد رطوبة، وكانت هناك بحيرة ضخمة تغطي الوادي. ولكن في يومنا هذا لا يزيد متوسط هطول الأمطار السنوي على خمسة سم في العام. وقد سجلت في هذا المكان أعلى درجة للحرارة في الولايات المتحدة، وكان ذلك في 10 يوليو عام 1913، إذ بلغت درجة الحرارة 57°م. ومع ذلك، فإنَّ تسجيل 52°م أمر عادي في فصل الصَّيف، بيد أن الخصائص الجيولوجية الجذابة، وشمس الشتاء الدافئة، جعلت من الوادي منتجعًا شتويًا يقصده النَّاس. وبالوادي أنواع مختلفة من النباتات منها شجيرات الكريوزوت والإيلكس الصحراوي والمسكيت. وبالوادي حيوانات برية تشمل القطط البرية والقيوط والثعالب والفئران والأرانب والزواحف والسناجب.
| البيانات المناخية لـوادي الموت (Furnace Creek Station) | البيانات المناخية لـوادي الموت (Furnace Creek Station) | البيانات المناخية لـوادي الموت (Furnace Creek Station) | البيانات المناخية لـوادي الموت (Furnace Creek Station) | البيانات المناخية لـوادي الموت (Furnace Creek Station) | البيانات المناخية لـوادي الموت (Furnace Creek Station) | البيانات المناخية لـوادي الموت (Furnace Creek Station) | البيانات المناخية لـوادي الموت (Furnace Creek Station) | البيانات المناخية لـوادي الموت (Furnace Creek Station) | البيانات المناخية لـوادي الموت (Furnace Creek Station) | البيانات المناخية لـوادي الموت (Furnace Creek Station) | البيانات المناخية لـوادي الموت (Furnace Creek Station) | البيانات المناخية لـوادي الموت (Furnace Creek Station) | البيانات المناخية لـوادي الموت (Furnace Creek Station) |
| الشهر                                                  | يناير                                                  | فبراير                                                 | مارس                                                   | أبريل                                                  | مايو                                                   | يونيو                                                  | يوليو                                                  | أغسطس                                                  | سبتمبر                                                 | أكتوبر                                                 | نوفمبر                                                 | ديسمبر                                                 | المعدل السنوي                                          |
| ------------------------------------------------------ | ------------------------------------------------------ | ------------------------------------------------------ | ------------------------------------------------------ | ------------------------------------------------------ | ------------------------------------------------------ | ------------------------------------------------------ | ------------------------------------------------------ | ------------------------------------------------------ | ------------------------------------------------------ | ------------------------------------------------------ | ------------------------------------------------------ | ------------------------------------------------------ | ------------------------------------------------------ |
| الدرجة القصوى °ف (°م)                                  | 89 (32)                                                | 97 (36)                                                | 102 (39)                                               | 113 (45)                                               | 122 (50)                                               | 129 (54)                                               | 134 (57)                                               | 127 (53)                                               | 123 (51)                                               | 113 (45)                                               | 98 (37)                                                | 89 (32)                                                | 134 (57)                                               |
| متوسط درجة الحرارة الكبرى °ف (°م)                      | 66.9 (19.4)                                            | 73.3 (22.9)                                            | 82.1 (27.8)                                            | 90.5 (32.5)                                            | 100.5 (38.1)                                           | 109.9 (43.3)                                           | 116.5 (46.9)                                           | 114.7 (45.9)                                           | 106.5 (41.4)                                           | 92.8 (33.8)                                            | 77.1 (25.1)                                            | 65.2 (18.4)                                            | 91.4 (33.0)                                            |
| متوسط درجة الحرارة الصغرى °ف (°م)                      | 40.0 (4.4)                                             | 46.3 (7.9)                                             | 54.8 (12.7)                                            | 62.1 (16.7)                                            | 72.7 (22.6)                                            | 81.2 (27.3)                                            | 88.0 (31.1)                                            | 85.7 (29.8)                                            | 75.6 (24.2)                                            | 61.5 (16.4)                                            | 48.1 (8.9)                                             | 38.3 (3.5)                                             | 62.9 (17.2)                                            |
| أدنى درجة حرارة °ف (°م)                                | 15 (−9)                                                | 26 (−3)                                                | 26 (−3)                                                | 39 (4)                                                 | 46 (8)                                                 | 54 (12)                                                | 67 (19)                                                | 65 (18)                                                | 55 (13)                                                | 37 (3)                                                 | 30 (−1)                                                | 22 (−6)                                                | 15 (−9)                                                |
| الهطول إنش (مم)                                        | 0.39 (9.9)                                             | 0.51 (13)                                              | 0.30 (7.6)                                             | 0.12 (3.0)                                             | 0.03 (0.76)                                            | 0.05 (1.3)                                             | 0.07 (1.8)                                             | 0.13 (3.3)                                             | 0.21 (5.3)                                             | 0.07 (1.8)                                             | 0.18 (4.6)                                             | 0.30 (7.6)                                             | 2.36 (60)                                              |
| ساعات سطوع الشمس الشهرية                               | 217                                                    | 226                                                    | 279                                                    | 330                                                    | 372                                                    | 390                                                    | 403                                                    | 372                                                    | 330                                                    | 310                                                    | 210                                                    | 186                                                    | 3٬625                                                  |
| المصدر #1: NOAA 1981–2010 US Climate Normals           |                                                        |                                                        |                                                        |                                                        |                                                        |                                                        |                                                        |                                                        |                                                        |                                                        |                                                        |                                                        |                                                        |
| المصدر #2: weather2travel.com                          |                                                        |                                                        |                                                        |                                                        |                                                        |                                                        |                                                        |                                                        |                                                        |                                                        |                                                        |                                                        |                                                        |

| البيانات المناخية لـوادي الموت (Cow Creek Station) | البيانات المناخية لـوادي الموت (Cow Creek Station) | البيانات المناخية لـوادي الموت (Cow Creek Station) | البيانات المناخية لـوادي الموت (Cow Creek Station) | البيانات المناخية لـوادي الموت (Cow Creek Station) | البيانات المناخية لـوادي الموت (Cow Creek Station) | البيانات المناخية لـوادي الموت (Cow Creek Station) | البيانات المناخية لـوادي الموت (Cow Creek Station) | البيانات المناخية لـوادي الموت (Cow Creek Station) | البيانات المناخية لـوادي الموت (Cow Creek Station) | البيانات المناخية لـوادي الموت (Cow Creek Station) | البيانات المناخية لـوادي الموت (Cow Creek Station) | البيانات المناخية لـوادي الموت (Cow Creek Station) | البيانات المناخية لـوادي الموت (Cow Creek Station) |
| الشهر                                              | يناير                                              | فبراير                                             | مارس                                               | أبريل                                              | مايو                                               | يونيو                                              | يوليو                                              | أغسطس                                              | سبتمبر                                             | أكتوبر                                             | نوفمبر                                             | ديسمبر                                             | المعدل السنوي                                      |
| -------------------------------------------------- | -------------------------------------------------- | -------------------------------------------------- | -------------------------------------------------- | -------------------------------------------------- | -------------------------------------------------- | -------------------------------------------------- | -------------------------------------------------- | -------------------------------------------------- | -------------------------------------------------- | -------------------------------------------------- | -------------------------------------------------- | -------------------------------------------------- | -------------------------------------------------- |
| الدرجة القصوى °ف (°م)                              | 84 (29)                                            | 89 (32)                                            | 100 (38)                                           | 110 (43)                                           | 120 (49)                                           | 125 (52)                                           | 126 (52)                                           | 125 (52)                                           | 123 (51)                                           | 111 (44)                                           | 95 (35)                                            | 84 (29)                                            | 126 (52)                                           |
| متوسط درجة الحرارة الكبرى °ف (°م)                  | 64.4 (18.0)                                        | 71.6 (22.0)                                        | 80.6 (27.0)                                        | 90.9 (32.7)                                        | 100.0 (37.8)                                       | 109.3 (42.9)                                       | 116.0 (46.7)                                       | 113.8 (45.4)                                       | 106.9 (41.6)                                       | 92.1 (33.4)                                        | 75.4 (24.1)                                        | 65.9 (18.8)                                        | 90.6 (32.6)                                        |
| المتوسط اليومي °ف (°م)                             | 52.5 (11.4)                                        | 59.1 (15.1)                                        | 67.4 (19.7)                                        | 77.5 (25.3)                                        | 86.4 (30.2)                                        | 95.3 (35.2)                                        | 102.1 (38.9)                                       | 99.9 (37.7)                                        | 92.1 (33.4)                                        | 78.1 (25.6)                                        | 62.3 (16.8)                                        | 54.1 (12.3)                                        | 77.2 (25.1)                                        |
| متوسط درجة الحرارة الصغرى °ف (°م)                  | 40.6 (4.8)                                         | 46.6 (8.1)                                         | 54.3 (12.4)                                        | 64.1 (17.8)                                        | 72.7 (22.6)                                        | 81.2 (27.3)                                        | 88.4 (31.3)                                        | 86.0 (30.0)                                        | 77.4 (25.2)                                        | 64.0 (17.8)                                        | 49.3 (9.6)                                         | 42.4 (5.8)                                         | 63.9 (17.7)                                        |
| أدنى درجة حرارة °ف (°م)                            | 19 (−7)                                            | 30 (−1)                                            | 33 (1)                                             | 45 (7)                                             | 52 (11)                                            | 54 (12)                                            | 69 (21)                                            | 69 (21)                                            | 57 (14)                                            | 40 (4)                                             | 32 (0)                                             | 27 (−3)                                            | 19 (−7)                                            |
| الهطول إنش (مم)                                    | 0.24 (6.1)                                         | 0.32 (8.1)                                         | 0.20 (5.1)                                         | 0.20 (5.1)                                         | 0.10 (2.5)                                         | 0.02 (0.51)                                        | 0.10 (2.5)                                         | 0.11 (2.8)                                         | 0.12 (3.0)                                         | 0.11 (2.8)                                         | 0.20 (5.1)                                         | 0.29 (7.4)                                         | 2.00 (51)                                          |
| المصدر: www.wrcc.dri.edu                           |                                                    |                                                    |                                                    |                                                    |                                                    |                                                    |                                                    |                                                    |                                                    |                                                    |                                                    |                                                    |                                                    |

## تاريخ
اكتشفت تراكمات البورق بوادي الموت عام 1873، ولكن تعدينه لم يبدأ إلا في أوائل الثمانينيات من القرن التاسع عشر، وكان ينقل إلى خارج الوادي على ظهر 20 بغلاً اشتهرت بذلك. كذلك اكتشف المنقبون النحاس والذهب والفضة في الجبال المجاورة. ونتيجة لتكاثر المنقبين، ظهر بالمنطقة العديد من المدن التي أطلقت عليها أسماء جذَّابة مثل الضفدعة؛ الماء الأخضر؛ الصخر الناري. بيد أن هذه المدن اندثرت حينما نضبت الخامات، فلم يبق منها في يومنا هذا سوى الأطلال.

## صور

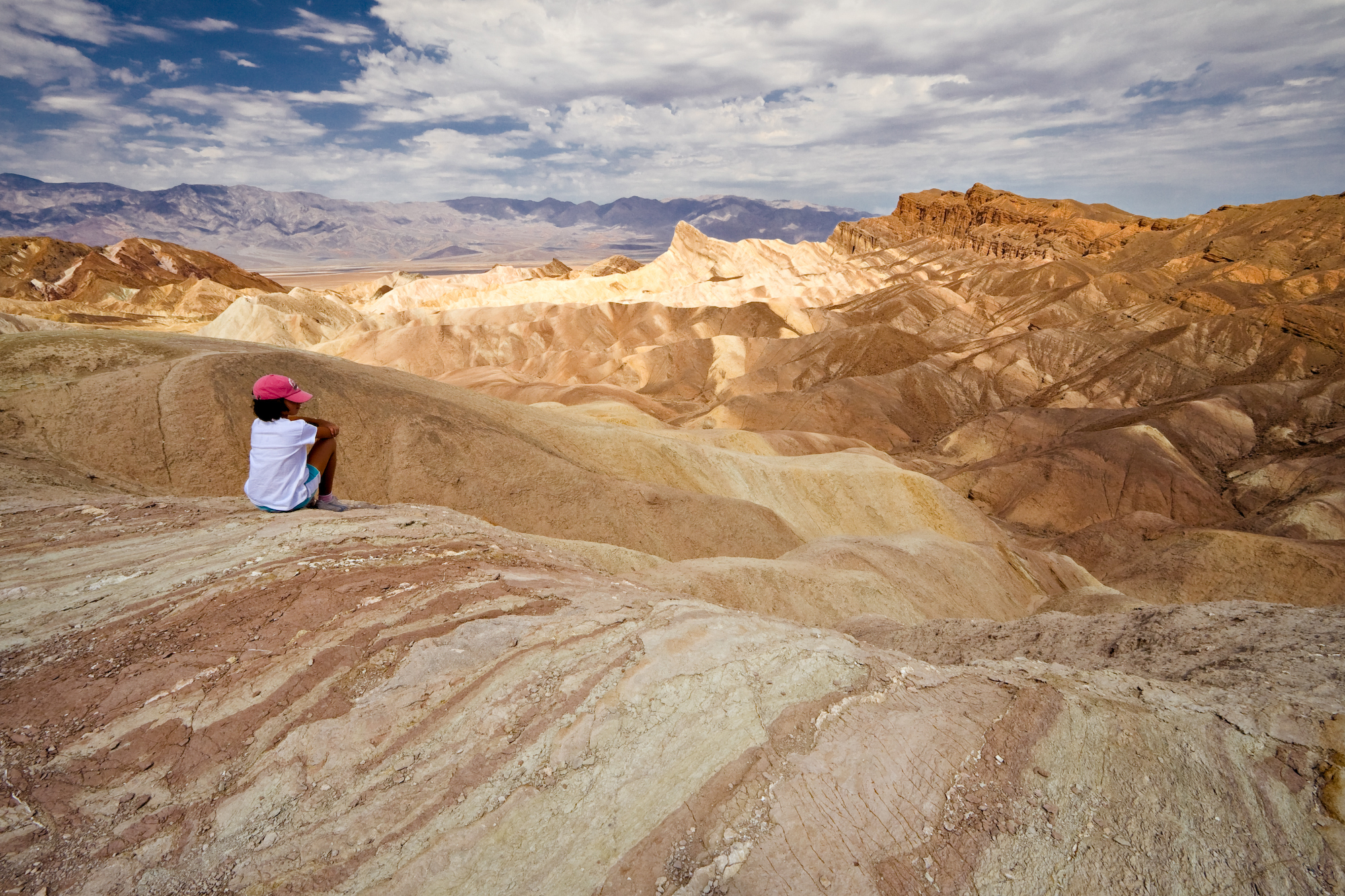
وادي الموت
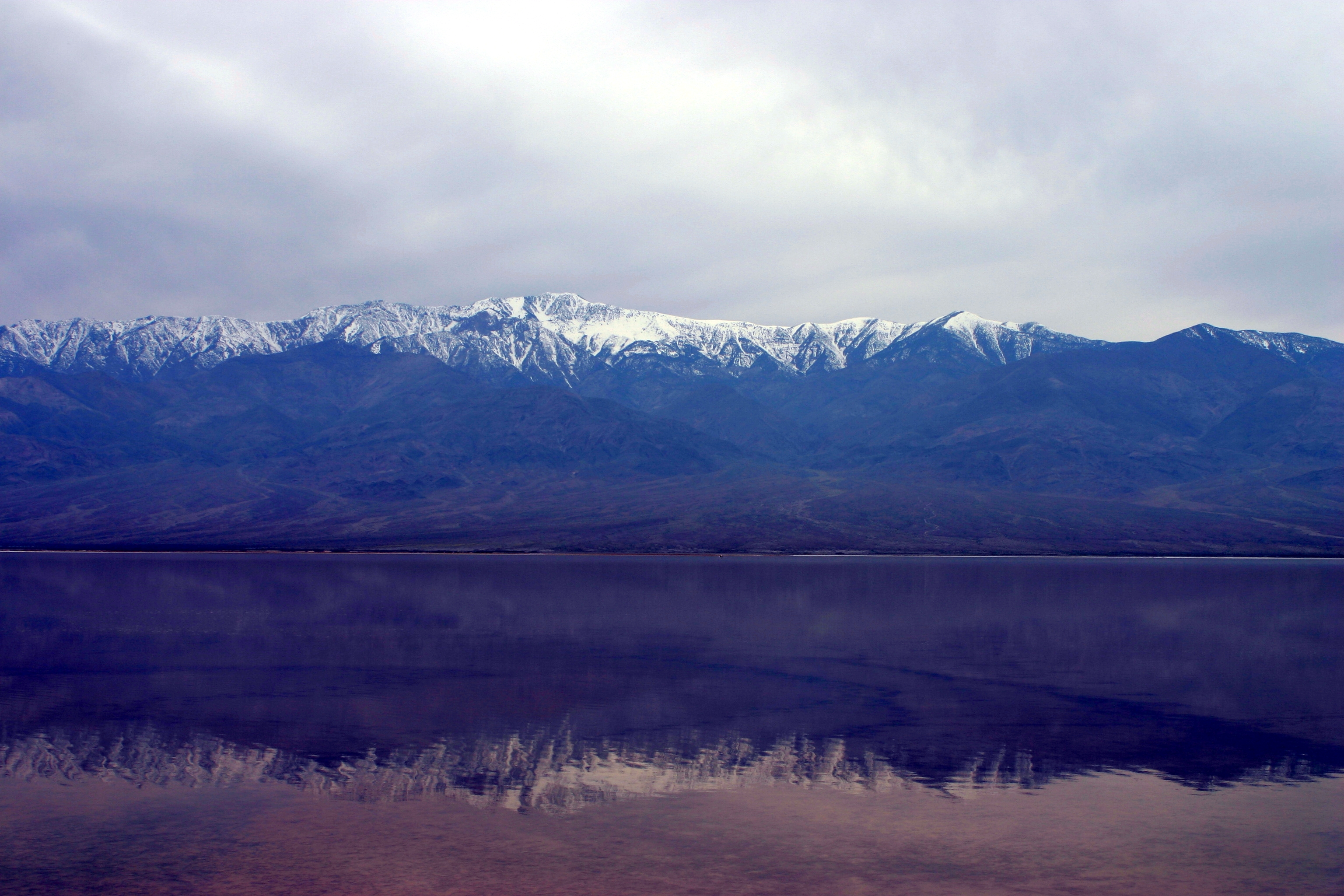
يتغير مظهر وادي الموت كليا عند هطول الأمطار في فصل الشتاء
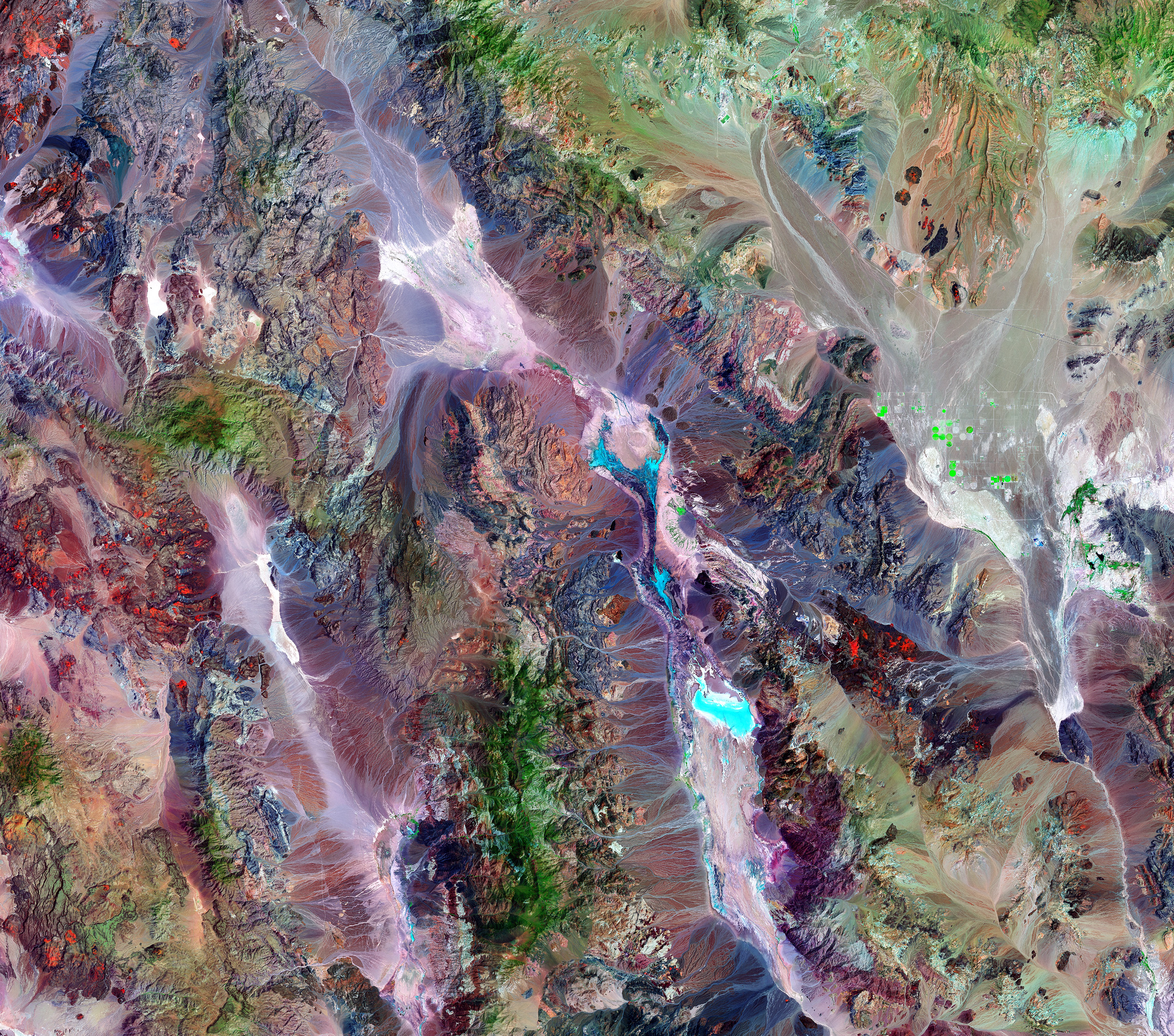
صورة من القمر الصناعي لوادي الموت.

## مواقع خارجية
- Death Valley
- Pictures from Death Valley
- Death Valley in a Week: 1000 photos 800x600
- UNESCO Biosphere Preserve: Mojave and Colorado Deserts
- Strange moving rocks of the valley
- Death Valley Weather
- Death Valley and surrounding area sites - GPS coordinates